# Eta Leonis
Eta Leonis (Al Jabhah, 30 Leonis) é uma estrela na direção da constelação de Leo. Possui uma ascensão reta de 10h 07m 19.95s e uma declinação de +16° 45′ 45.6″. Sua magnitude aparente é igual a 3.48. Considerando sua distância de 2131 anos-luz em relação à Terra, sua magnitude absoluta é igual a −5.60. Pertence à classe espectral A0Ib.